# Insoupçonnable (film)
Cet article concerne le film français. Pour la série télévisée britannique, voir Insoupçonnable (série télévisée).
Pour les articles homonymes, voir Insoupçonnable.
Pour plus de détails, voir Fiche technique et Distribution.
Insoupçonnable est un film français réalisé par Gabriel Le Bomin, sorti en  2010, adapté du roman homonyme de Tanguy Viel.

## Synopsis
Lise, une jeune entraîneuse, se marie avec Henri, un riche commissaire-priseur d'âge mûr, dans le but de le dépouiller de sa fortune. Dans son entreprise, elle peut compter sur la complicité de Sam, son amant, qu'elle fait passer pour son frère. Toutefois, la présence de Clément, frère d'Henri, leur complique la tâche.

## Fiche technique
- Titre : Insoupçonnable
- Réalisation : Gabriel Le Bomin
- Dialogues : Gabriel Le Bomin et Olivier Gorce
- Décors : Nicolas De Boiscuillé
- Costumes : Céline Guignard
- Photo : Pierre Cottereau
- Son : Christophe Giovannoni, François Musy et Gabriel Hafner
- Montage : Bertrand Collard
- Musique : Fabian Römer
- Producteurs : Gérard Ruey et Jean-Louis Porchet
- Distribution : Studiocanal
- Langue : français
- Date de sortie : 
  - France : 4 août 2010

## Distribution
- Marc-André Grondin : Sam
- Laura Smet : Lise
- Charles Berling : Henri Schaeffer
- Grégori Derangère : Clément Schaeffer
- Dominique Reymond : Hélène
- Francis Perrin : Antoine
- Gabriele Bazzichi : l'agent immobilier
- Dominique Favre-Bulle : la gouvernante
- Gaspard Boesch : l'armurier
- Fanny Pelichet : hôtesse au « Diamant »
- David Gréa : le prêtre